# لیگ برتر فوتبال انگلستان ۰۶–۲۰۰۵
لیگ برتر فوتبال انگلستان ۰۶–۲۰۰۵ چهاردهمین دوره لیگ برتر فوتبال انگلستان است که با حضور ۲۰ تیم برگزار شده است.
باشگاه فوتبال چلسی با ۹۱ امتیاز، باشگاه فوتبال منچستر یونایتد با ۸۳ امتیاز و باشگاه فوتبال لیورپول با ۸۲ امتیاز مقام‌های اول تا سوم را کسب کردند.

## جدول مسابقات
| رتبه | تیم                                  | بازی | برد | مساوی | باخت | گل زده | گل خورده | گل تفاضل | امتیاز | صعود یا سقوط                                     |
| ---- | ------------------------------------ | ---- | --- | ----- | ---- | ------ | -------- | -------- | ------ | ------------------------------------------------ |
| ۱    | باشگاه فوتبال چلسی (C)               | ۳۸   | ۲۹  | ۴     | ۵    | ۷۲     | ۲۲       | ۵۰+      | ۹۱     | Qualification for the لیگ قهرمانان اروپا ۰۷–۲۰۰۶ |
| ۲    | باشگاه فوتبال منچستر یونایتد         | ۳۸   | ۲۵  | ۸     | ۵    | ۷۲     | ۳۴       | ۳۸+      | ۸۳     | Qualification for the لیگ قهرمانان اروپا ۰۷–۲۰۰۶ |
| ۳    | باشگاه فوتبال لیورپول                | ۳۸   | ۲۵  | ۷     | ۶    | ۵۷     | ۲۵       | ۳۲+      | ۸۲     | Qualification for the لیگ قهرمانان اروپا ۰۷–۲۰۰۶ |
| ۴    | باشگاه فوتبال آرسنال                 | ۳۸   | ۲۰  | ۷     | ۱۱   | ۶۸     | ۳۱       | ۳۷+      | ۶۷     | Qualification for the لیگ قهرمانان اروپا ۰۷–۲۰۰۶ |
| ۵    | باشگاه فوتبال تاتنهام هاتسپر         | ۳۸   | ۱۸  | ۱۱    | ۹    | ۵۳     | ۳۸       | ۱۵+      | ۶۵     | Qualification for the UEFA Cup first round       |
| ۶    | باشگاه فوتبال بلکبرن روورز           | ۳۸   | ۱۹  | ۶     | ۱۳   | ۵۱     | ۴۲       | ۹+       | ۶۳     | Qualification for the UEFA Cup first round       |
| ۷    | باشگاه فوتبال نیوکاسل یونایتد        | ۳۸   | ۱۷  | ۷     | ۱۴   | ۴۷     | ۴۲       | ۵+       | ۵۸     | Qualification for the Intertoto Cup third round  |
| ۸    | باشگاه فوتبال بولتون واندررز         | ۳۸   | ۱۵  | ۱۱    | ۱۲   | ۴۹     | ۴۱       | ۸+       | ۵۶     |                                                  |
| ۹    | باشگاه فوتبال وستهام یونایتد         | ۳۸   | ۱۶  | ۷     | ۱۵   | ۵۲     | ۵۵       | ۳−       | ۵۵     | Qualification for the UEFA Cup first round       |
| ۱۰   | باشگاه فوتبال ویگان اتلتیک           | ۳۸   | ۱۵  | ۶     | ۱۷   | ۴۵     | ۵۲       | ۷−       | ۵۱     |                                                  |
| ۱۱   | باشگاه فوتبال اورتون                 | ۳۸   | ۱۴  | ۸     | ۱۶   | ۳۴     | ۴۹       | ۱۵−      | ۵۰     |                                                  |
| ۱۲   | باشگاه فوتبال فولام                  | ۳۸   | ۱۴  | ۶     | ۱۸   | ۴۸     | ۵۸       | ۱۰−      | ۴۸     |                                                  |
| ۱۳   | باشگاه فوتبال چارلتون اتلتیک         | ۳۸   | ۱۳  | ۸     | ۱۷   | ۴۱     | ۵۵       | ۱۴−      | ۴۷     |                                                  |
| ۱۴   | باشگاه فوتبال میدلزبرو               | ۳۸   | ۱۲  | ۹     | ۱۷   | ۴۸     | ۵۸       | ۱۰−      | ۴۵     |                                                  |
| ۱۵   | باشگاه فوتبال منچستر سیتی            | ۳۸   | ۱۳  | ۴     | ۲۱   | ۴۳     | ۴۸       | ۵−       | ۴۳     |                                                  |
| ۱۶   | باشگاه فوتبال استون ویلا             | ۳۸   | ۱۰  | ۱۲    | ۱۶   | ۴۲     | ۵۵       | ۱۳−      | ۴۲     |                                                  |
| ۱۷   | باشگاه فوتبال پورتسموث               | ۳۸   | ۱۰  | ۸     | ۲۰   | ۳۷     | ۶۲       | ۲۵−      | ۳۸     |                                                  |
| ۱۸   | باشگاه فوتبال بیرمنگام سیتی (R)      | ۳۸   | ۸   | ۱۰    | ۲۰   | ۲۸     | ۵۰       | ۲۲−      | ۳۴     | Relegation to the Football League Championship   |
| ۱۹   | باشگاه فوتبال وست برومویچ آلبیون (R) | ۳۸   | ۷   | ۹     | ۲۲   | ۳۱     | ۵۸       | ۲۷−      | ۳۰     | Relegation to the Football League Championship   |
| ۲۰   | باشگاه فوتبال ساندرلند (R)           | ۳۸   | ۳   | ۶     | ۲۹   | ۲۶     | ۶۹       | ۴۳−      | ۱۵     | Relegation to the Football League Championship   |

1. ↑  Since Manchester United qualified for the Champions League, their place in the UEFA Cup as League Cup فینال جام اتحادیه فوتبال انگلستان ۲۰۰۶ passed down to the league and was awarded to Blackburn Rovers as the highest-placed team not already qualified for European competitions.
2. ↑  Since Liverpool had already qualified for the Champions League, their UEFA Cup berth as the FA Cup فینال جام حذفی فوتبال انگلستان ۲۰۰۶ went to West Ham, who were the FA Cup runners-up.

## بهترین گلزنان
| رتبه | بازیکن          | باشگاه         | گل |
| ---- | --------------- | -------------- | -- |
| ۱    | تیری آنری       | آرسنال         | ۲۷ |
| ۲    | رود فن نیستلروی | منچستر یونایتد | ۲۱ |
| ۳    | دارن بنت        | چارلتون اتلتیک | ۱۸ |
| ۴    | رابی کین        | تاتنهام        | ۱۶ |
| ۴    | فرانک لمپارد    | چلسی           | ۱۶ |
| ۴    | وین رونی        | منچستر یونایتد | ۱۶ |
| ۷    | مارلون هاروود   | وستهام         | ۱۴ |
| ۸    | کرگ بلیمی       | بلکبرن         | ۱۳ |
| ۸    | یاکوبو آییگبانی | میدلزبورو      | ۱۳ |
| ۱۰   | هنری کامارا     | ویگان          | ۱۲ |
| ۱۰   | دیدیه دروگبا    | چلسی           | ۱۲ |